# Campeonato Nacional de Bádminton de México
El Campeonato Nacional de Badminton de México es una competición de bádminton que se celebra a nivel nacional en México desde 1933. El torneo fue organizado inicialmente por el entonces Asociación Mexicana de Bádminton, junto con el Centro Deportivo Chapultepec AC.
Desde sus inicios, los mejores jugadores mexicanos de bádminton han competido en el Campeonato Nacional de Bádminton de México. 
Tradicionalmente, el torneo se ha organizado dividido en cinco categorías o eventos, a saber: singles varonil, singles femenil, dobles varonil, dobles femenil y mixtos.
Junto con el Campeonato Nacional de Bádminton de México, también se ha celebrado otra competición de bádminton en México conocida como el Campeonato Nacional Abierto de Bádminton de México, o simplemente el Abierto Mexicano de Bádminton, cuya diferencia básicamente consiste en que en este último torneo también pueden competir jugadores de bádminton extranjeros. La intención original de los organizadores era que ambos torneos fueran celebrados anualmente; sin embargo, por diferentes circunstancias, esto no ha sido siempre posible.
Cabe añadir que México es el país latinoamericano con la tradición más antigua en bádminton, siendo este campeonato uno de los más añejos de la región.

## Ganadores[1]
| Año       | Singles varonil             | Singles femenil         | Doubles varonil                                  | Doubles femenil                                  | Mixtos                                      |
| --------- | --------------------------- | ----------------------- | ------------------------------------------------ | ------------------------------------------------ | ------------------------------------------- |
| 1933      | S. Dabrowski                | Lena Strackbein         | Francisco de la Macorra A. B. Pullen             | Lena Strackbein F. de la Macorra                 | Francisco de la Macorra A. B. Pullen        |
| 1934      | Francisco de la Macorra     | Lena Strackbein         | Francisco de la Macorra William R. Jennings      | Lena Strackbein F. de la Macorra                 | William R. Jennings Lena Strackbein         |
| 1935      | William R. Jennings         | Lena Strackbein         | Francisco de la Macorra William R. Jennings      | Lena Strackbein F. de la Macorra                 | William R. Jennings Lena Strackbein         |
| 1936      | Florentino Martínez Rico    | Lena Strackbein         | Florentino Martínez Rico William R. Jennings     | L. Soto Hay A. Mayer                             | Florentino Martínez Rico P. Gutiérrez       |
| 1937      | Florentino Martínez Rico    | Lena Strackbein         | Florentino Martínez Rico William R. Jennings     | Florentino Martinez Rico A. Mayer                | Florentino Martínez Rico P. Gutiérrez       |
| 1938      | Florentino Martínez Rico    | Norma Krafft            | Florentino Martínez Rico T. O'Gorman             | Norma Krafft J. Gómez Luna                       | Enrique Mathey Norma Krafft                 |
| 1939      | Florentino Martínez Rico    | Norma Krafft            | Ernesto Villareal Joaquin Zetina                 | Norma Krafft J. Gómez Luna                       | Ernesto Villareal Emilia Gómez Luna         |
| 1940      | Ernesto Villareal           | Emilia Gómez Luna       | G. Martinez Ernesto Ibarra                       | Norma Voorhauer Emilia Gómez Luna                | Ernesto Villareal Emilia Gómez Luna         |
| 1940 1954 | No hubo competición         | No hubo competición     | No hubo competición                              | No hubo competición                              | No hubo competición                         |
| 1955      | Ernesto Villareal           | María Eugenia Azuara    | E. Gonzalez Arellano Francisco Aguirre           | Carmela Martinez María Eugenia Azuara            | E. Gonzalez Arellano Maria Elena Vivanco    |
| 1956      | Sergio Fraustro             | María Eugenia Azuara    | No hubo competición                              | Carmela Martinez María Eugenia Azuara            | Fernando Molinar María Eugenia Azuara       |
| 1957      | Sergio Fraustro             | Maria Elena Vivanco     | No hubo competición                              | No hubo competición                              | No hubo competición                         |
| 1958      | Raúl Rangel                 | Carmela Martinez        | Antonio Rangel Raúl Rangel                       | Carmela Martinez Ernestina Rivera                | Fernando Molinar Carolina Allier            |
| 1959      | Antonio Rangel              | Carmela Martinez        | Antonio Rangel Raúl Rangel                       | Carmela Martinez María Eugenia del Río           | Antonio Rangel Ernestina Rivera             |
| 1960      | Antonio Rangel              | Carolina Allier         | Antonio Rangel Raúl Rangel                       | Carolina Allier Ernestina Rivera                 | Antonio Rangel Ernestina Rivera             |
| 1961      | Sergio Fraustro             | Carmela Martinez        | Antonio Rangel Raúl Rangel                       | Carmela Martinez Rosario de Villareal            | Antonio Rangel Ernestina Rivera             |
| 1962      | Antonio Rangel              | Carolina Allier         | Antonio Rangel Raúl Rangel                       | Carmela Martinez María Eugenia del Río           | Oscar Lujan Josefina de Tinoco              |
| 1963      | Sergio Fraustro             | Carolina Allier         | Antonio Rangel Raúl Rangel                       | Carolina Allier Ernestina Rivera                 | Antonio Rangel Carolina Allier              |
| 1964      | Antonio Rangel              | Lucero Soto             | Antonio Rangel Raúl Rangel                       | Carolina Allier Lucero Soto                      | Antonio Rangel Carolina Allier              |
| 1965      | Antonio Rangel              | Carolina Allier         | Salvador Peniche Guillermo Allier                | Carolina Allier Ernestina Rivera                 | Antonio Rangel Carolina Allier              |
| 1966      | Antonio Rangel              | Carolina Allier         | Antonio Rangel Raúl Rangel                       | Angelina Cazorla Lucero Soto                     | Antonio Rangel Lucero Soto                  |
| 1967      | Antonio Rangel              | Carolina Allier         | Antonio Rangel Raúl Rangel                       | Carolina Allier Rosario de Villareal             | Oscar Lujan Josefina de Tinoco              |
| 1968      | Roy Díaz González           | Carolina Allier         | Francisco Sañudo Jorge Palazuelos                | Carolina Allier Lucero Soto                      | Guillermo Allier Carolina Allier            |
| 1969      | Roy Díaz González           | Carolina Allier         | Roy Díaz González Victor Jaramillo               | Carolina Allier Lucero Soto                      | Guillermo Allier Carolina Allier            |
| 1970      | Roy Díaz González           | No hubo competición     | Roy Díaz González Victor Jaramillo               | Carolina AllierRosario de Villareal              | Guillermo Allier Carolina Allier            |
| 1971      | Roy Díaz González           | Lucero Soto de Peniche  | Roy Díaz González Victor Jaramillo               | No hubo competición                              | No hubo competición                         |
| 1972      | Roy Díaz González           | Lucero Soto de Peniche  | Roy Díaz González Victor Jaramillo               | Lucero Soto de Peniche Susana Zenea              | Roy Díaz González Josefina de Tinoco        |
| 1973      | Roy Díaz González           | No hubo competición     | Roy Díaz González Victor Jaramillo               | Carolina Pizano de Velázquez María Eugenia Muñoz | Roy Díaz González Luz María Curiel          |
| 1974      | Roy Díaz González           | Susana Zenea            | Roy Díaz González Jorge Palazuelos               | Lucero Soto de Peniche Susana Zenea              | Roy Díaz González Josefina de Tinoco        |
| 1975      | Roy Díaz González           | Susana Zenea            | Roy Díaz González Jorge Palazuelos               | Carolina Allier Josefina de Tinoco               | Roy Díaz González Josefina de Tinoco        |
| 1976      | Roy Díaz González           | María Esther Luna Felix | Roy Díaz González Jorge Palazuelos               | Melida Castelazo Susana Zarate                   | Roy Díaz González María Esther Luna Felix   |
| 1977      | Victor Jaramillo            | María Esther Luna Felix | Victor Jaramillo Ricardo Jaramillo               | María de la Paz María Esther Luna Felix          | Roy Díaz González Laura Michel              |
| 1978      | Roy Díaz González           | María Esther Luna Felix | Roy Díaz González Jorge Palazuelos               | Monica Rivera María Antonieta Rivas              | Hector Casillas Carolina Pizarro            |
| 1979      | Roy Díaz González           | María Esther Luna Felix | Fernando de la Torre Roberto Arredondo Arredondo | No hubo competición                              | Roberto Arredondo Arredondo María de la Paz |
| 1980      | Roy Díaz González           | María de la Paz         | Ricardo Jaramillo Jorge Palazuelos               | No hubo competición                              | No hubo competición                         |
| 1981      | Roy Díaz González           | María de la Paz         | Eugenio Tapia José Icaza                         | No hubo competición                              | No hubo competición                         |
| 1982      | Roy Díaz González           | María de la Paz         | Fernando de la Torre Ernesto de la Torre         | No hubo competición                              | No hubo competición                         |
| 1983      | Roy Díaz González           | María de la Paz         | Fernando de la Torre Ernesto de la Torre         | No hubo competición                              | No hubo competición                         |
| 1984      | Fernando de la Torre        | Jan Pin He              | Fernando de la Torre Ernesto de la Torre         | No hubo competición                              | No hubo competición                         |
| 1985      | Roy Díaz González           | Jan Pin He              | Ernesto de la Torre Ricardo Jaramillo            | No hubo competición                              | No hubo competición                         |
| 1986      | Fernando de la Torre        | María de la Paz         | Jorge Palazuelos Bernardo Monreal                | María de la Paz Norma Hernández                  | No hubo competición                         |
| 1987      | Fernando de la Torre        | María de la Paz         | Fernando de la Torre Ernesto de la Torre         | No hubo competición                              | No hubo competición                         |
| 1988      | Fernando de la Torre        | María de la Paz         | Eugenio Tapia Lorenzo Ruíz                       | No hubo competición                              | No hubo competición                         |
| 1989      | Fernando de la Torre        | María de la Paz         | Fernando de la Torre Ernesto de la Torre         | No hubo competición                              | No hubo competición                         |
| 1990      | Fernando de la Torre        | María de la Paz         | Fernando de la Torre Ernesto de la Torre         | No hubo competición                              | Eugenio Tapia Margara Bravo Mariño          |
| 1991      | Ernesto de la Torre         | María de la Paz         | Fernando de la Torre Luis Lopezllera             | No hubo competición                              | No hubo competición                         |
| 1992      | Fernando de la Torre        | María de la Paz         | Fernando de la Torre Luis Lopezllera             | No hubo competición                              | Luis Lopezllera María de la Paz             |
| 1993      | Viktor Serralde             | No hubo competición     | No hubo competición                              | No hubo competición                              | No hubo competición                         |
| 1994 1995 | No hubo competición         | No hubo competición     | No hubo competición                              | No hubo competición                              | No hubo competición                         |
| 1996      | Luis Lopezllera             | Ana Laura de la Torre   | Luis Lopezllera Ernesto de la Torre              | Ana Laura de la Torre Laura Amaya                | Bernardo Monreal Laura Amaya                |
| 1997      | Bernardo Monreal            | Verónica Estrada        | Luis Lopezllera Bernardo Monreal                 | Verónica Estrada Laura Amaya                     | Bernardo Monreal Laura Amaya                |
| 1998      | Bernardo Monreal            | María de la Paz         | Fernando de la Torre Luis Suárez                 | No hubo competición                              | Bernardo Monreal Laura Amaya                |
| 1999      | Fernando de la Torre        | María de la Paz         | Luis Lopezllera Bernardo Monreal                 | No hubo competición                              | Gustavo Meré Gabriela Rodríguez             |
| 2000      | Fernando de la Torre        | Gabriela Rodríguez      | Jesús Olvera Gustavo Meré                        | Laura Amaya Gabriela Rodríguez                   | Bernardo Monreal Laura Amaya                |
| 2001      | Fernando de la Torre        | Abigail García          | Arturo Amaya Bernardo Monreal                    | Laura Amaya Gabriela Rodríguez                   | Arturo Amaya Gabriela Rodríguez             |
| 2002      | Luis Lopezllera             | Verónica Estrada        | Arturo Amaya Bernardo Monreal                    | Verónica Estrada María de la Paz                 | Arturo Amaya Gabriela Melgoza               |
| 2003      | Bernardo Monreal            | Verónica Estrada        | Jesús Aguilar Daniel Orozco                      | No hubo competición                              | José Luis González Alcantar Naty Rangel     |
| 2004      | Jesús Aguilar               | Naty Rangel             | Jesús Aguilar Daniel Orozco                      | Naty Rangel Marisol Domínguez                    | José Luis González Alcantar Naty Rangel     |
| 2005      | José Luis González Alcantar | Rossina Nuñez           | Jesús Aguilar Daniel Orozco                      | Naty Rangel Marisol Domínguez                    | José Luis González Alcantar Naty Rangel     |
| 2006      | José Luis González Alcantar | Naty Rangel             | Jesús Aguilar José Luis González Alcantar        | Victoria Montero Rossina Nuñez                   | Jesús Aguilar Rossina Nuñez                 |
| 2007      | No hubo competición         | No hubo competición     | No hubo competición                              | No hubo competición                              | No hubo competición                         |
| 2008      | Salvador Sánchez            | Victoria Montero        | Lino Muñoz Andrés López                          | Cynthia González Naty Rangel                     | Jesús Aguilar Rossina Nuñez                 |
| 2009      | Lino Muñoz                  | Victoria Montero        | José Luis Gonzalez Alcantar Andrés López         | Victoria Montero Valeria Montero                 | José Luis González Alcantar Naty Rangel     |
| 2010      | Lino Muñoz                  | Victoria Montero        | Lino Muñoz Andrés López                          | Cynthia González Victoria Montero                | Andrés López Victoria Montero               |
| 2011      | Arturo Hernández            | Victoria Montero        | Arturo Hernández Gabriel Aguilar                 | Cynthia González Victoria Montero                | Arturo Hernandez Victoria Montero           |
| 2012      | Lino Muñoz                  | Victoria Montero        | Lino Muñoz Andrés López                          | Cynthia González Nydia González                  | Lino Muñoz Cynthia González                 |
| 2013      | Lino Muñoz                  | Haramara Gaitan         | Lino Muñoz Andrés López                          | Cynthia González Victoria Montero                | Lino Muñoz Cynthia González                 |
| 2014      | Lino Muñoz                  | Haramara Gaitan         | Lino Muñoz Arturo Hernández                      | Cynthia González Mariana Ugalde                  | Lino Muñoz Cynthia González                 |